# Хартман, Франц
Франц Хартман (нем. Franz Hartmann; 29 июля 1809, Эренбрайтштайн, ныне в составе Кобленца — 6 апреля 1855, Кёльн) — немецкий скрипач.
Учился у своего отца, в 1826—1827 гг. совершенствовал своё мастерство в Касселе под руководством Луи Шпора. Затем совершил концертную поездку по Германии, некоторое время работал в Гамбурге, затем во Франкфурте-на-Майне в оркестре Франкфуртской оперы под руководством Карла Гура. После этого был призван на армейскую службу, которую проходил в Кобленце в качестве гобоиста (по другим сведениям, кларнетиста) в военном оркестре, и наконец в 1833 г. обосновался в Кёльне.
Был концертмейстером городского оркестра — как отмечал в своём некрологе Людвиг Бишоф, он был не просто солистом оркестра, а его душой. Некоторое время исполнял также обязанности хормейстера в оперном театре. В 1839 г., ориентируясь на успешный опыт Квартета братьев Мюллеров, основал в Кёльне струнный квартет с участием Франца Деркума (вторая скрипка), Франца Вебера (альт) и Бернхарда Бройера (виолончель).